# Georg Spiegelberg (Bankier)

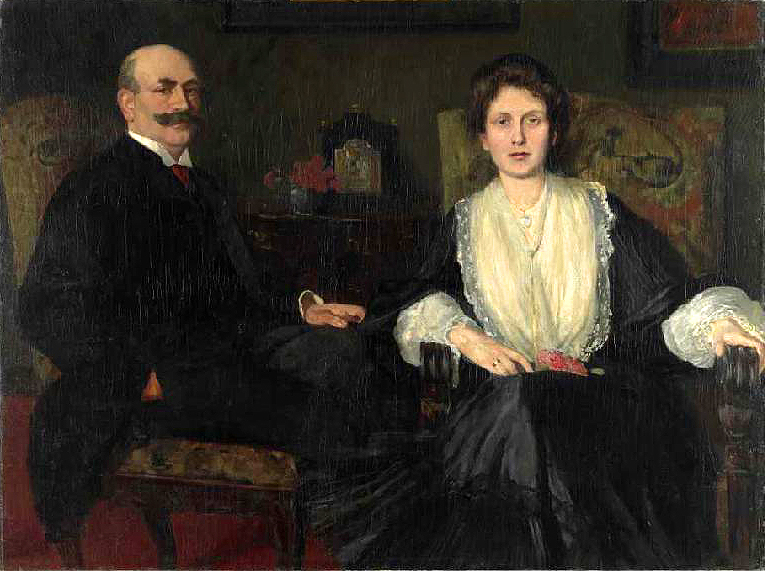
Georg Spiegelberg und Ehefrau Caroline Spiegelberg;
1903 von Ernst Oppler geschaffen, Öl auf Leinwand; Niedersächsisches Landesmuseum Hannover

Georg Spiegelberg (geb. 28. September 1848 in Lauenstein (Salzhemmendorf); gest. 18. Juni 1913 in Köln) war ein deutscher Bankier und Kunstsammler aus jüdischer Familie sowie Namensgeber der Stiftung Kommerzienrat Georg Spiegelberg.

## Leben

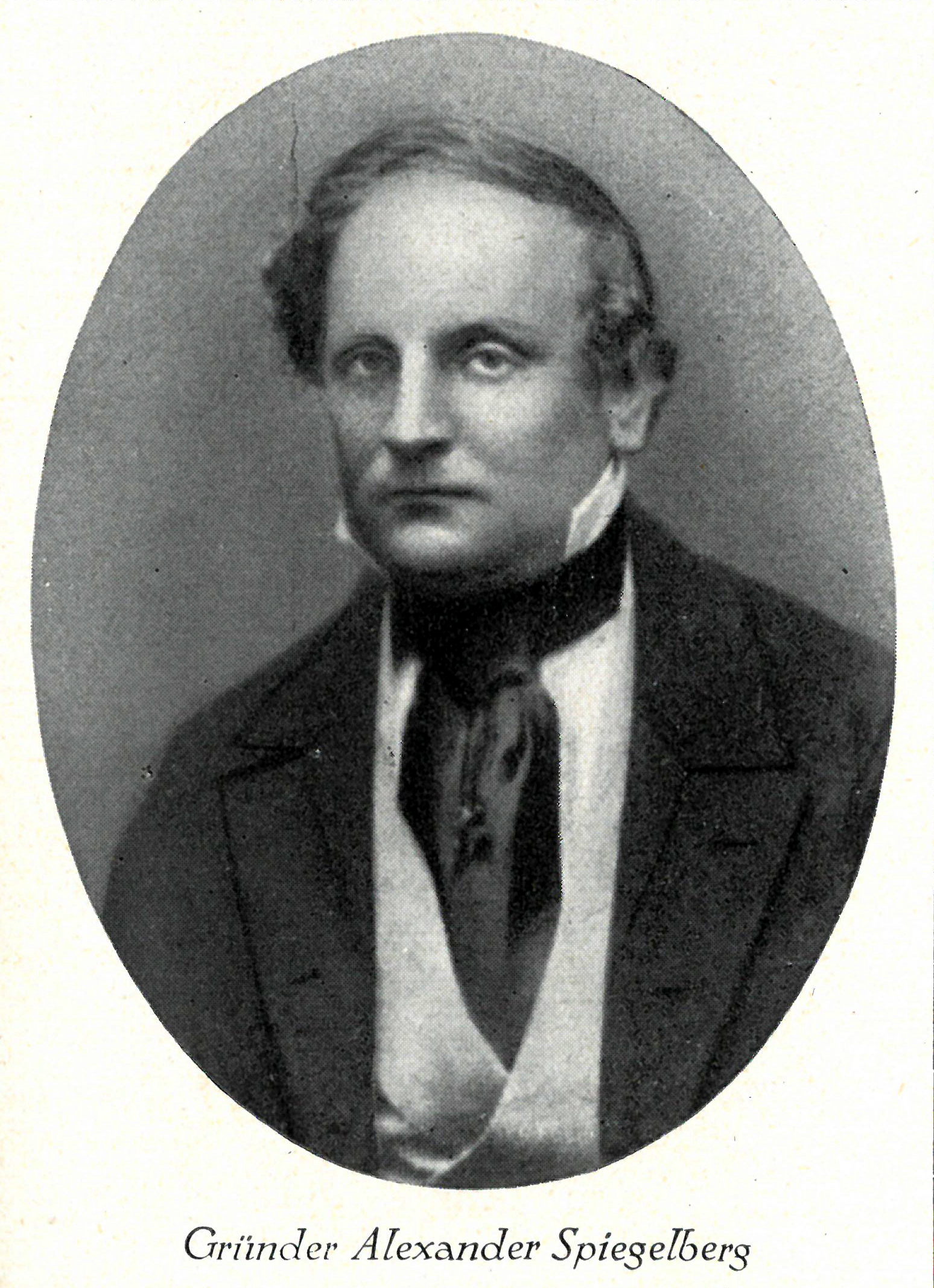
Bankengründer Alexander Spiegelberg (gest. 1878);
um 1860, mutmaßlich Reproduktion einer Daguerreotypie

Georg Spiegelberg wurde in dem kleinen Ort Lauenstein am Ith als Sohn von Alexander Spiegelberg (gest. 1878) geboren. Die Familie hatte dort unter der (heutigen) Adresse Im Flecken Nr. 53 bereits jahrzehntelang ein für den Ort bedeutendes Geschäft betrieben, bevor Alexander Spiegelberg 1854 in Hannover das Bankhaus A. Spiegelberg gründete.
Schon zu Lebzeiten seines Vaters und noch als Jugendlicher trat Georg Spiegelberg 1866 als Teilhaber in das väterliche Bankhaus in Hannover ein. Als der Unternehmensgründer 1878 starb, führte Georg Spiegelberg gemeinsam mit seinem jüngeren Bruder Hermann das Bankhaus fort. Während des allgemeinen wirtschaftlichen Aufschwunges in der Gründerzeit förderte Spiegelberg mit seiner Bank insbesondere das hannoversche Wirtschaftsleben und beteiligte sich mehrfach sowohl an der Gründung als auch an der Verwaltung neuer Aktiengesellschaften.

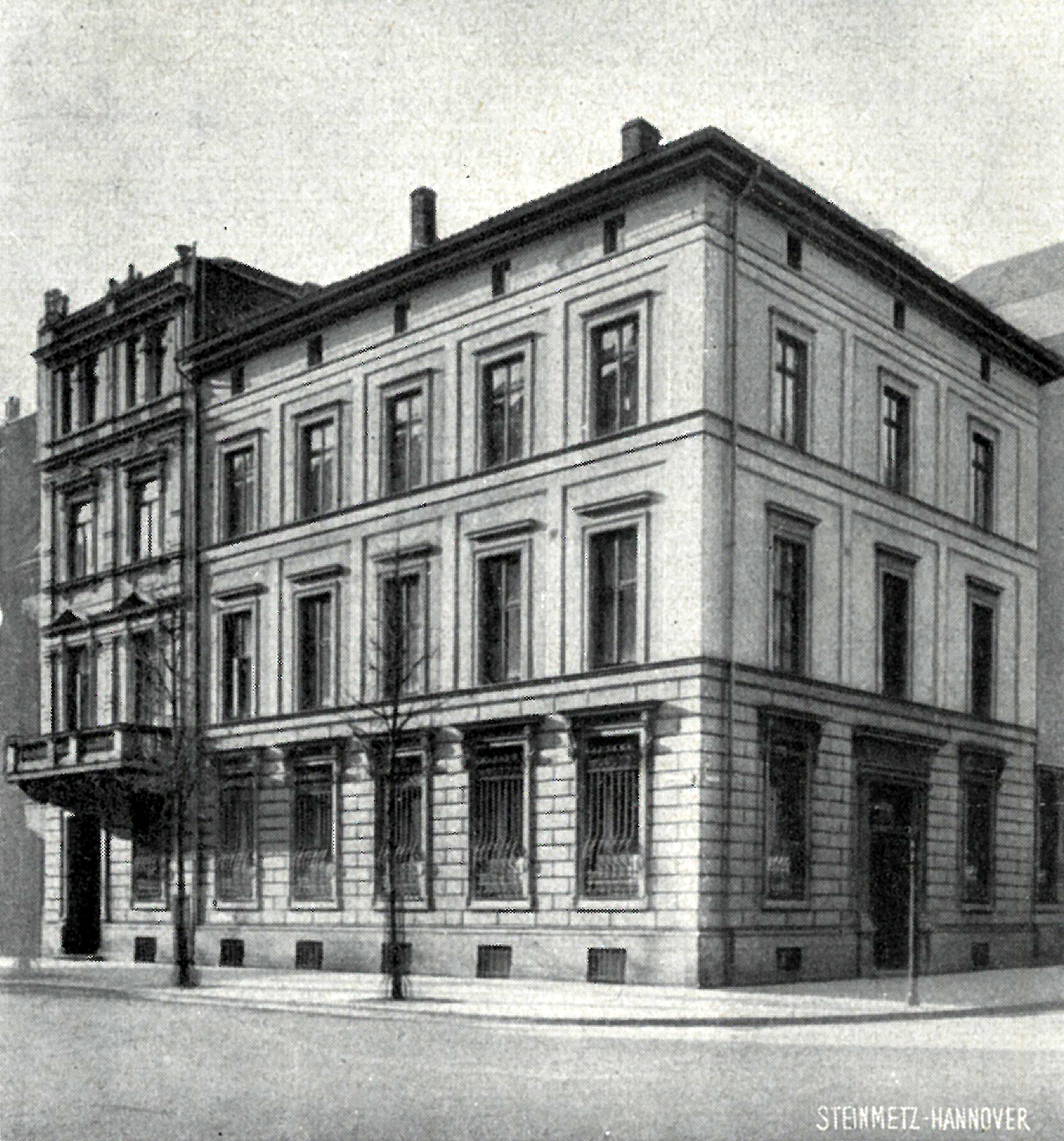
Spiegelbergs 1895 erworbenes Haus Landschaftstraße 1;
Foto bearbeitet von Ewald Steinmetz

Kurz vor der Wende zum 20sten Jahrhundert erwarb Spiegelberg 1895 ein Eckgebäude an der Landschaftstraße und ließ es zu einem repräsentativen Geschäftshaus für die Bank umbauen – das Gebäude stand damit zugleich für den Beginn der Entwicklung des heutigen Bankenviertels in Hannover.

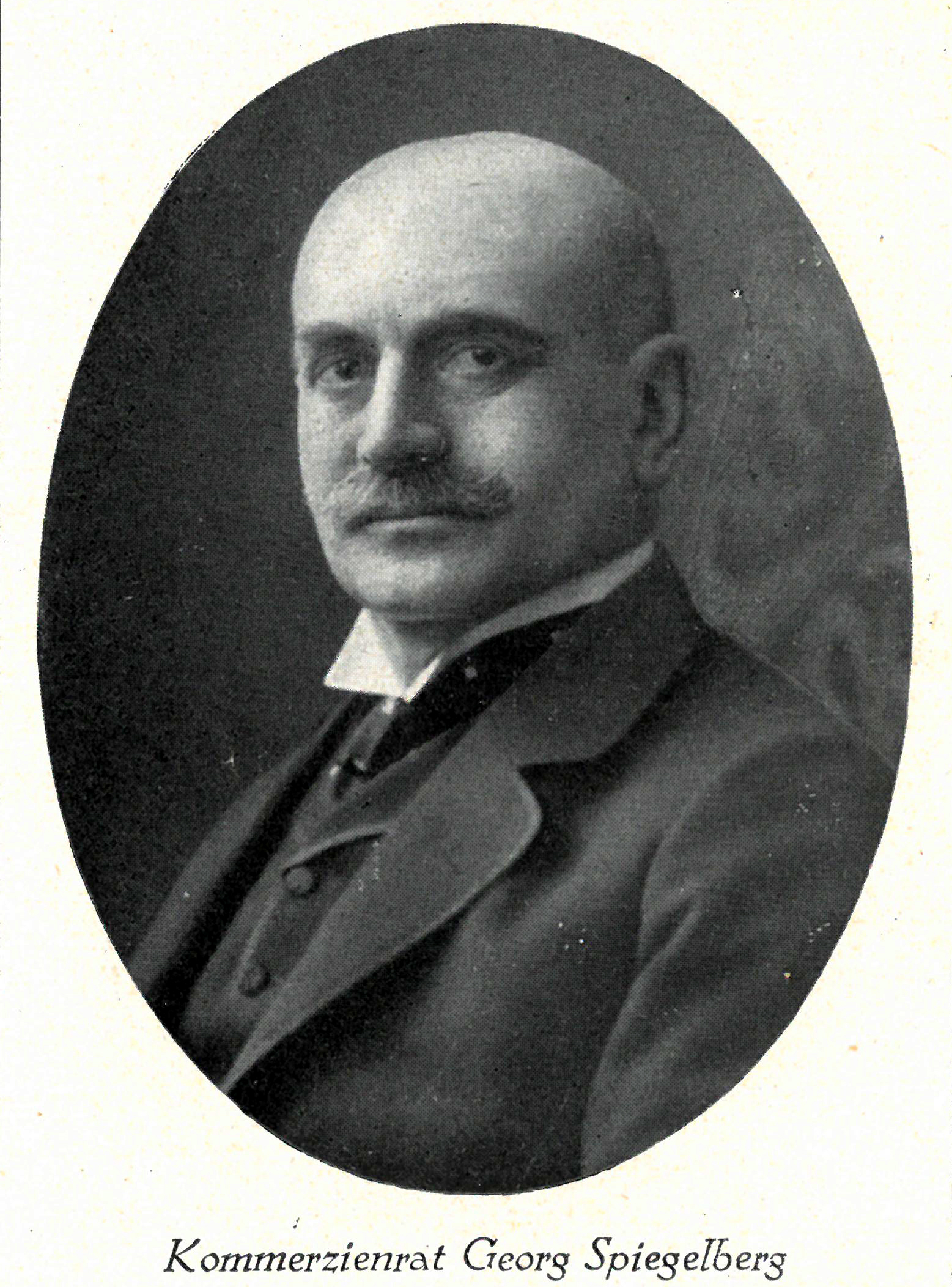
Kommerzienrat Georg Spiegelberg, um 1905

1903 ließ sich Spiegelberg, der sich schon seit seiner Jugend für Kunst und Kunstgewerbe interessierte, gemeinsam mit seiner Ehefrau in einem großen Doppelbildnis von dem Maler Ernst Oppler porträtieren, das später seinen Weg in die Sammlung der Landesgalerie des Niedersächsischen Landesmuseums Hannover fand.
Georg Spiegelberg, 1906 zum Kommerzienrat ernannt, hatte „[...] mit subtiler Kennerschaft eine bemerkenswerte Kunstsammlung“ zusammengetragen, für die ein Katalog aus dem Jahr 1910 mehr als 650 Nummern enthielt, vor allem Möbel, kunstgewerbliche Objekte, Gemälde, Grafiken und Zeichnungen, Miniaturen, Schmuck und Ostasiatika, schwerpunktmäßig Porträtminiaturen und Porzellan. 1928 wurde ein Teil davon versteigert.
Im Todesjahr Georg Spiegelbergs 1913 wurde auch sein jüngerer Bruder Hermann, der das hannoversche Bankhaus weiterführte, mit der Verleihung des Titels eines Kommerzienrates geehrt.
Georg Spiegelberg wurde in der großen Familiengrabstätte auf dem Stadtfriedhof Engesohde beigesetzt. Sein Sohn Friedrich Spiegelberg (1891–1975) trat erst 1922 in das Bankhaus Spiegelberg ein.
Nach der Machtergreifung durch die Nationalsozialisten im Jahr 1933 konnte sich der Bankier und spätere Gauwirtschaftsberater Julius Maier im Zuge der „Arisierungen“ schon im November 1936 das Bankhaus A. Spiegelberg inklusive Kundenstamm und Gebäude und exklusive der jüdischen Angestellten aneignen und seiner eigenen Privatbank Julius Maier & Comp. einverleiben. Sie sollte später zum Bankhaus Hallbaum fusionieren.
Friedrich Spiegelberg und seine Familie aber mussten Hannover und Deutschland verlassen und emigrierten nach Brasilien, von wo aus die Familie erst nach dem Ende der Zeit des Nationalsozialismus nach Hannover zurückkehrte. Aus dem brasilianischen Exil kamen aber auch Kunstschätze aus dem Besitz der Familie Spiegelberg zurück nach Hannover, die später Teil der Stiftung Kommerzienrat Georg Spiegelberg werden sollten.
2010 regte der Hamelner Historiker Bernhard Gelderblom den Lauensteiner Bürgern an, ebenso wie beim Lauensteiner Jüdischen Friedhof wie auch am ehemaligen Haus Spiegelberg in der Straße Im Flecken 53 eine Gedenkinformationstafel über die jüdischen Bürger Lauensteins anzubringen, worum der Ortsrat Sorge tragen wollte.

## „Stiftung Kommerzienrat Georg Spiegelmann“

### Erste Stiftungen
Noch zu Lebzeiten beschenkte Georg Spiegelberg ab 1909, und bis 1914 zeitweilig auch gemeinsam mit den Familienmitgliedern Hermann und Eduard Spiegelberg, das seinerzeitige Provinzial-Museum Hannover und Vorgänger des heutigen Niedersächsischen Landesmuseums Hannover mit einer Reihe von Kunstwerken wie etwa Gemälden von Max Slevogt oder Max Liebermann, die „[...] heute einen sehr bedeutenden Teil der Sammlungen der Landesgalerie Hannover“ darstellen.

### Zustiftungen 1982
Mit der Rückkehr von Georg Spiegelbergs Sohn Fritz und dessen Familie aus dem brasilianischen Exil nach Hannover gelangten auch Kunstschätze wie Gemälde und Zeichnungen verschiedener Künstler zurück nach Hannover. Nach dem Tod von Friedrich Spiegelbergs Witwe im Jahr 1982 wurden zahlreiche Stücke an das Niedersächsische Landesmuseum Hannover übergeben, die mit dem Vermerk „Stiftung Kommerzienrat Georg Spiegelberg“ versehen waren. Aus dem Erlös vom Verkauf des Spiegelbergschen Hauses sowie anderer Hinterlassenschaften konnten weitere Erwerbungen für das Landesmuseum getätigt werden.